# 알리안츠 필드
알리안츠 필드(Allianz Field)는 미국 미네소타주 세인트폴에 위치한 축구 전용 경기장이다. 2019년 4월 13일에 개장했으며, 메이저 리그 사커 소속 축구 클럽인 미네소타 유나이티드 FC의 홈 경기장으로 사용되고 있다.